# 慶紀逸
慶 紀逸（けい きいつ、元禄8年（1695年） - 宝暦12年5月8日（1762年6月29日））は、江戸時代中期の俳人。本名は椎名件人（しいな かずひと）、椎名土佐件人。通称は兵蔵か。別号に自在庵、四時庵、硯田舎、倚柱子、自生庵、短長斎、十明庵など。
幕府の御用鋳物師椎名兵庫（伊予）の次男として生まれた。立羽不角、三田白峰、稲津祇空に俳諧を学ぶ。祇空系の宗匠となるが、江戸座の宗匠として点者を務めた。寛延3年（1750年）に句集『武玉川（むたまがわ）』初編を刊行する。軽妙洒脱な句風でのちの川柳勃興のさきがけとなった。死後、谷中の竜泉寺に葬られた。
句集に『燕都枝折（えどのしおり）』『吾妻舞』（寛保元年）『夜寒碑』（宝暦13年）『雑話抄』（宝暦4年）『梅五歌仙』（宝暦5年）『許人追善集』（宝暦7年）『歳花集』（宝暦7年）『黄昏日記』（宝暦10年）などがある。
兄の椎名許人、妻のれんも俳人。紀逸二世は慶紀逸英窓、三世は是非庵平什、四世は奇々庵藤紀逸。